# David Heath (wrestler)
David Christian Heath (n. 16 februarie 1969) este un wrestler american, mai cunoscut sub numele de ring The Vampire Warrior și Gangrel.